# Belgershain
Belgershain est une commune de Saxe (Allemagne), située dans l'arrondissement de Leipzig, dans le district de Leipzig. Elle fait partie de la communauté administrative de Naunhof.

## Géographie
Belgershain est située au sud-est de Leipzig. Les quartiers de Köhra et Threna sont traversés par la route d'état S38 entre Leipzig et Grimma. Le quartier de Belgershain est connecté avec la dernière par les routes de district K8360 et K8361. Belgershain possède une gare sur la ligne ferroviaire entre Leipzig et Geithain.
Les communes voisines sont Naunhof, Parthenstein, Otterwisch, Kitzscher, Espenhain et Großpösna.

## Histoire
Le village de Belgershain est mentionné pour la première fois dans un document de 1295. Le château de Belgershain a son origine dans un bâtiment du XIe – XIIe siècle et est reconstruit aux XVIIe et XIXe siècles. De 1945 à 1973, il sert comme école.
En 1965, le village de Rohrbach rejoint la commune, suivi en 1973 par Köhra et en 1995 par Threna qui est le quartier le plus vieux de la commune, mentionné pour la première fois en 1205.